# Ladies Not Allowed
Ladies Not Allowed è un cortometraggio del 1932 diretto da Joseph Santley.

## Produzione
Il film fu prodotto dalla Columbia Pictures Corporation.

## Distribuzione
Distribuito dalla Columbia Pictures, il film - un cortometraggio in due bobine - uscì nelle sale cinematografiche statunitensi il 3 settembre 1932.